# Фіреї
Фіреї (дав.-гр. Θυρέαι), Фірея (дав.-гр. Θυρέα) — давньогрецьке місто на заході Пелопоннесу (Греція) біля однойменної затоки. Центр області Кінурія, що за назвою міста часто також іменувалася Фіреатидою.
За легендою свою назву отримали від Фірея — сина аркадського царя Лікаона.
Після перемоги аргоського царя Фідона під 669 р. до н. е. Гісіями були приєднані до Аргоса, з 546 р. до н. е. — під владою Спарти. У 544 р. до н. е біля Фірей відбулася так звана «битва чемпіонів».
У 424 р. до н. е. захоплені афінянами, але невдовзі відбиті спартанцями.
З 338 р. до н. е. — знову під владою Аргоса.